# Cyclosa pichilinque
Cyclosa pichilinque là một loài nhện trong họ Araneidae.
Loài này thuộc chi Cyclosa. Cyclosa pichilinque được Herbert Walter Levi miêu tả năm 1999.